# Acestridium discus
Acestridium discus är en fiskart som beskrevs av Haseman, 1911. Acestridium discus ingår i släktet Acestridium och familjen Loricariidae. Inga underarter finns listade i Catalogue of Life.